# Българска матица
Българска матица е обществено-културна организация на българите в Османската империя, съществувала в периода 1909 – 1912 година със седалище в столицата Цариград.

## Опити за създаване
Първата идея за създаване на Българска матица е още от средата на XIX век. В 1852 година такъв проект правят в Санкт Петербург Натанаил Бойкикев и Константин Петкович, като към тях се присъединява и Партений Зографски. Идеята е да се създаде в Цариград българско национална културно-просветна организация. Тя трябва да издава вестник под същото име и различни книги на роден език с цел да помогнат на целия български народ в образованието му. Проектът за Българска матица се разпраща за одобрение в Букурещ, Прага, Виена, Цариград и Одеса до 1856 г. Благородното намерение се осуетява поради избухването на Кримската война.
Наскоро след свършване на войната Натанаил Бойкикев заминава за Цариград и привлича за проекта изтъкнатия общественик Драган Цанков. Последният се залавя сериозно и делово с предложението и успява да убеди цариградските български патриоти да учредят „Община за българската книжнина“. Така цариградските българи, решават да издават и свой научен печатен орган: „Български книжици“, който излиза от 1858 до 1862 година в Цариград. След спирането на списанието в Браила през 1869 година се създава Българското книжовно дружество.

## Учредяване
Повторно идеята за създаването на Българска матица възниква и се поема през 1908 година на страниците на периодичните издания на българите в Османската империя – солунското списание „Културно единство“ на Антон Страшимиров, цариградския вестник „Вести“ и други. Един от инициаторите е професор Александър Теодоров-Балан, който по това време е секретар на Българската екзархия. Поради връзките на някои от поддръжниците на идеята за Матица с Екзархията, първоначално инициативата е критикувана от органа на Народната федеративна партия (българска секция) вестник „Народна воля“.
Първоначално Матицата се ръководи от Временна управа (отбор), председателстван от Александър Теодоров-Балан. На 27 септември 1909 година в Цариград се провежда събрание, на което се избира Управен съвет, начело с Анастас Наумов. През 1909 – 1910 година Българска матица създава свои клонове (местни задруги) в Цариград, Кукуш, Гостивар, Струмица, Дойран, Лерин, Охрид, Щип, Одрин, Прилеп, Мехомия, Солун, Малко Търново, Битоля, село Кръстополе, Ксантийско, Скопие, Сяр, Драма, Воден, Неврокоп, село Емборе, Кайлярско и други селища в Македония и Одринска Тракия. Първият общ събор на Матицата се провежда от 22 до 24 април 1910 година в салона Солунската българска мъжка гимназия. За ръководство на събора са избрани: председател Тодор Танев, подпредседател Йордан Мирчев, секретари Христо Караманджуков и Харалампи Вулев.
| Делегати на Първия общ събор на Българската матица | Делегати на Първия общ събор на Българската матица |
| Име                                                | Делегат от                                         |
| -------------------------------------------------- | -------------------------------------------------- |
| Александър Теодоров-Балан                          | като член-основател                                |
| Анастас Наумов                                     | като председател на Управителния съвет в Цариград  |
| Вениамин Димитров                                  | Цариград                                           |
| Христо Караманджуков                               | Цариград                                           |
| Тодор Танев                                        | Кукуш, Солун                                       |
| Йордан Мирчев                                      | Гостивар                                           |
| Хр. Николов                                        | Струмица                                           |
| Г. Дерменджиев                                     | Дойран                                             |
| Коста Георгиев                                     | Одрин                                              |
| Сребрен Поппетров                                  | Лерин                                              |
| Йордан Николов                                     | Охрид                                              |
| Никола Наумов                                      | Щип                                                |
| Петър Ацев                                         | Прилеп                                             |
| Ангел Томов                                        | Мехомия                                            |
| Георги Баждаров                                    | Солун                                              |
| Анастас Христов                                    | Солун                                              |
| Стамо Янков                                        | Малко Търново                                      |
| Георги Николов                                     | Битоля                                             |
| Димитър Мирчев                                     | Битоля                                             |
| П. Кюлюмов                                         | Скече                                              |
| Харалампи Вулев                                    | Еникьой                                            |
| Иван Ингилизов                                     | Скопие                                             |
| Г. Черваров                                        | Скопие                                             |
| Тома Атков                                         | Скопие                                             |
| Георги Фотев                                       | Сяр                                                |
| Иван Думков                                        | Драма                                              |
| Ст. Георгиев                                       | Воден                                              |
| Иван Сапунаров                                     | Неврокоп                                           |
| Емануил Ляпчев                                     | Емборе                                             |
| Д. Тодоров                                         | Велес                                              |
| П. Д. Стоянов                                      | Неготино                                           |
| Евтим Воденичаров                                  | Ресен                                              |
| Яким Деребанов                                     | Струга                                             |

## Ръководен състав
За председател на нейния Управителен съвет е избран Христо Далчев, бивш български депутат в Отоманския парламент от Народната федеративна партия (българска секция), подпредседатели са Васил Динов, Атанас Ченгелев и Вениамин Димитров, а членове – Анастас Наумов, Христо Силянов, Лазар Цунев, Вангел Попов, Д. Дяков, Васил Шанов и Христо Караманджуков. Секретар става Шанов, ковчежник Димитър Василев. От август 1911 година председател на Управителния съвет на дружеството е Атанас Ченгелев. Активисти на Матицата са и Георги Баждаров, Димитър Влахов, Сребрен Поппетров, Анастас Разбойников и други обществени и просветни дейци. Българска матица издава четири броя на годишник-календар „Летоструй“ (1909 – 1912) под редакцията на Александър Теодоров-Балан.